# سعادى مدبب
السعادى المدبب نوع نباتي يتبع جنس السعادى من الفصيلة السعدية.

## الموئل والانتشار
موطنه الأصلي غرب وشمال أوروبا ومنطقة البلقان